# Jan Vlček (1922–1984)
Jan Vlček (10. července 1922 Praha – 2. ledna 1984 Praha) byl významný český letecký konstruktér.
Ing. Jan Vlček byl v šedesátých až osmdesátých letech hlavním konstruktérem v Aeru Vodochody. Zabýval se především konstrukcí proudových letadel, významně se podílel na vývoji cvičného proudového letounu L-29 Delfín a byl hlavním konstruktérem cvičného proudového letounu L-39 Albatros.
Český novinář a spisovatel Josef Mladějovský shrnul jeho celoživotní práci v knize Nebe pro Albatros (1988).

## Profesní život
Narodil se v Praze. Dětství prožil na jižní Moravě v Břeclavi a Poštorné, později na severní Moravě. Měšťanku dokončil v Novém Bohumíně. Od mládí se věnoval leteckému modelářství. Vyučil se strojním zámečníkem v ČKD Auto-Praga, poté, v roce 1944, vystudoval Vyšší státní průmyslovou školu v Moravské Ostravě-Vítkovicích. V rámci totálního nasazení nastoupil do Tatry v Kopřivnici. Poválečná studia na ČVUT dokončil v roce 1949 absolvováním Učebního běhu pro letectví u prof. Peška (Prof. dr. ing. Rudolf Pešek, DrSc.) . Předtím už ale nastoupil k ing. Hoškovi (Prof. dr. ing. Josef Hošek, DrSc., 7. prosince 1913 – 14. července 1976), který byl vedoucím aerodynamikem v konstrukční skupině LE v tehdejší Ústřední vývojové konstrukci, která tehdy sídlila v bývalé továrně Aero ve Vysočanech. Tam byly, v rámci tehdejších zestátněných a sjednocených Leteckých závodů n. p., sestěhovány konstrukční skupiny dříve samostatných leteckých podniků. Skupina LE tam přišla z letňanské Avie a vedl ji ing. Karel Tomáš (31. března 1898 – 21. ledna 1967), který do ní přišel z Otrokovic. Hned po nástupu byl ing. Vlček s několika dalšími mladými inženýry zapůjčen do Leteckého výzkumného ústavu (pozdější VZLÚ), kde pracoval na návrhu aerodynamických tunelů. V roce 1952 byl vedoucím týmu konstrukční skupiny LE zapůjčeného do Let Kunovice pro přípravu výroby sovětských cvičných letadel JAK-11 (naším letectvem provozovaných pod označením C-11). Následně byl zapůjčen do sériové konstrukce podniku Aero ve Vysočanech, kde pracoval na přípravě licenční sériové výroby proudových stíhaček MiG-15bis. Po návratu pracoval pod vedením ing. Tomáše na úpravách letounu Z-126, také na nerealizovaném projektu dopravního letounu L-18 a vrtulovém cvičném letounu TOM-8, který vzlétl poprvé v roce 1956. To již Ústřední konstrukce byla přesunuta do VZLÚ.

### L-29 Delfín
V Ústřední konstrukci ve VZLÚ se od roku 1955 začalo pracovat na projektu cvičného proudového letounu, budoucího L-29 Delfín, jehož hlavními konstruktéry byli Ing. Zdeněk Rublič (22. ledna 1902 – 27. března 1963) a ing. Karel Tomáš. Ing. Jan Vlček se se stal jejich asistentem. Od 1. ledna 1960 byl tým Rubličův a Tomášův tým převeden z VZLÚ pod tehdejší Středočeské strojírny, kam patřil bývalý Letov v Letňanech a závod ve Vodochodech, budoucí Aero Vodochody. Po odchodu ing. Tomáše do důchodu v roce 1960 se ing. Vlček stal přímým spolupracovníkem ing. Rubliče a jako zástupce hlavního konstruktéra se zúčastnil v roce 1961 porovnávacích zkoušek cvičných proudových letadel L-29, JAK-30 a TS-11 Iskra v Moninu u Moskvy. Z nich L-29 vzešel jako vítěz a stal se tak standardním cvičným letounem vojenských letectev Varšavské smlouvy. Když odešel do důchodu v roce 1962 i Z. Rublič, převzal po něm ing. Vlček, už ve funkci hlavního konstruktéra, dokončení vývoje a přípravu sériové výroby L-29. Uvažovalo se i o dalším vývoji L-29 a během roku 1963 tak vznikly studie L-129 a L-229.

### L-39 Albatros
Konstrukční tým Jana Vlčka se v roce 1963 rozšířil o skupinu ing. Karla Dlouhého, tvůrce větroně L-13 Blaník, který se pak, jako vedoucí vývojové projekce Aero Vodochody, stal Vlčkovým nejbližším spolupracovníkem při návrhu cvičného letounu nové generace Aero L-39 Albatros. Na Jeho předprojektu, označeném XL-39, se začalo pod jejich vedením pracovat v lednu 1965 poté, co v předchozím roce vydala sovětská strana takticko-technické požadavky na nový cvičný letoun a byly zahájeny studijní práce. První let prototypu L-39 se uskutečnil v roce 1968 a v roce 1972 byly dodány první sériové letouny. V říjnu 1974 byl schválen celý výcvikový komplet zahrnující kromě cvičného letounu L-39C, ještě pilotní simulátor TL-39, katapultovací simulátor NKTL 29-39 a automatické kontrolní zařízení KL-39. Pod Vlčkovým vedením vznikly i další verze L-39. Nejprve vzlétla v roce 1972 jednomístná vlečná L-39V, v roce 1976 L-39ZO a pak L-39ZA, dodávané zákazníkům od roku 1980. Nerealizované naopak zůstaly verze L-39S, L-39B, či L-39E. Koncem šedesátých let zpracovala návrhová skupina projekce Aero Vodochody pod Vlčkovým vedením i studii malého dopravního letounu L-260 a z téže doby pocházel i projekt bitevníku L-59, rozpracovávaný v řadě variant, ale nakonec zastavený v roce 1970 (nezaměňovat s pozdějším cvičným letounem L-59) a následně nadzvukový bitevník L-159 (A-159) Sokol (nezaměňovat s pozdějším bitevníkem L-159 ALCA). Pod vedením ing. Jana Vlčka a za spolupráce opět především ing. Karla Dlouhého vznikaly v projekci Aera i studie dalších cvičných proudových letounů. Nejdále byla rozpracována studie L-39M, z níž později vznikla zásadní modernizace letounu L-39, označená L-39MS, resp. následná L-59. Ing. Vlček se dočkal startu prvního prototypu L-39MS X-21 (ještě s motorem AI-25TL) v roce 1983, ale na začátku následujícího roku zemřel. Stejně jako L-29 dosáhl i L-39 a jeho verze vynikajícího úspěchu na světovém trhu cvičných proudových letadel a Aero se stalo jejich největším světovým producentem.

### Pedagogická činnost

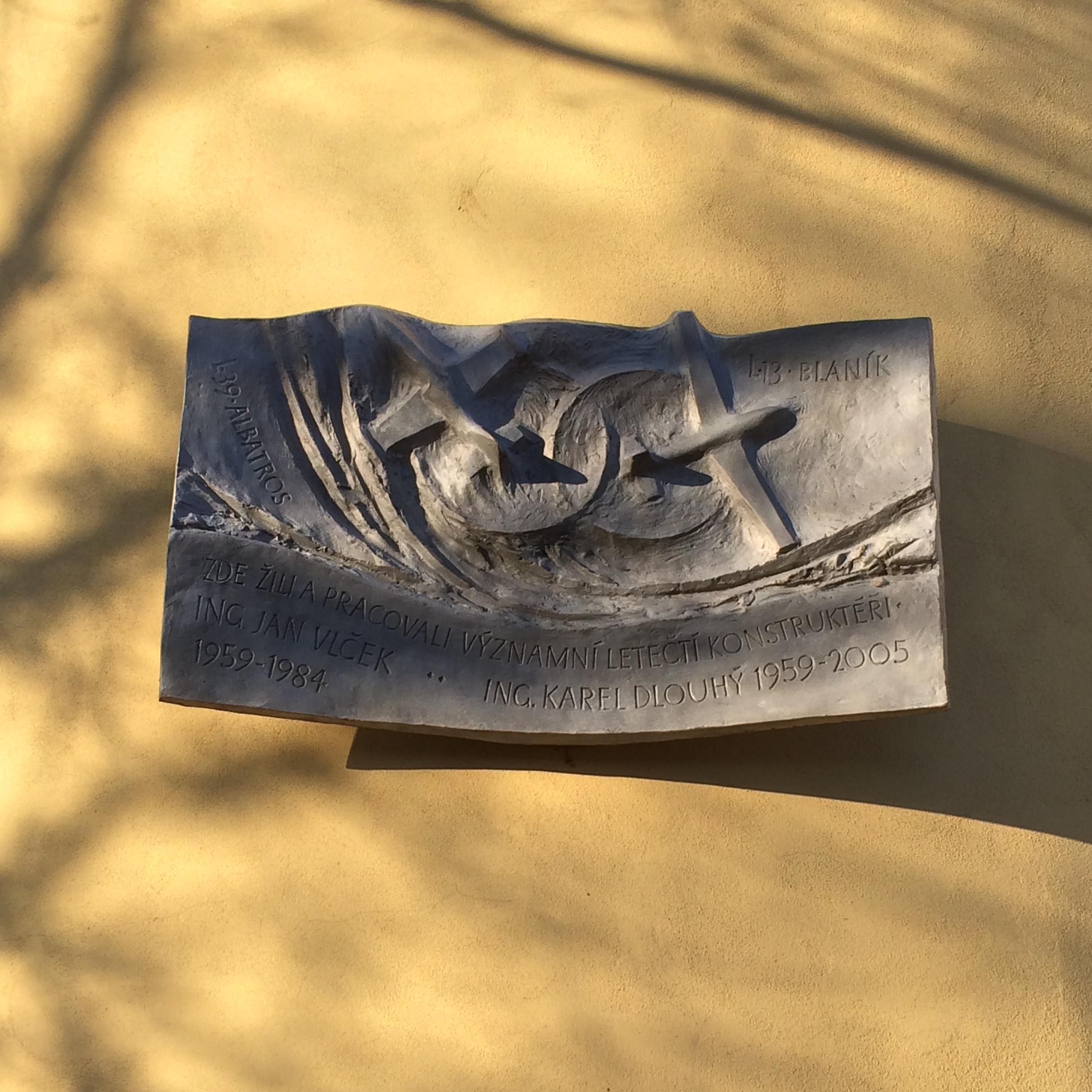
Pamětní deska v Letňanech

Mimo své pracovní úkoly se v rámci svých časových možností Ing. Vlček věnoval i pedagogické činnosti. Projektování a stavbu letadel externě přednášel již v padesátých letech na letecké průmyslovce v Praze-Hloubětíně a Masné ulici v Praze, na VAAZ v Brně, a nakonec, v letech 1974–1978, na ČVUT v Praze. Zde, s kolektivem spolupracovníků, vydal i skripta Projektování a konstrukce letadel. Na VAAZ v Brně i ČVUT v Praze býval i členem, nebo předsedou, státní komise pro obhajoby. Několik přednášek měl i na Vysoké vojenské letecké škole v Košicích.